# William Grosvenor, 3. Duke of Westminster

Wappen des Duke of Westminster

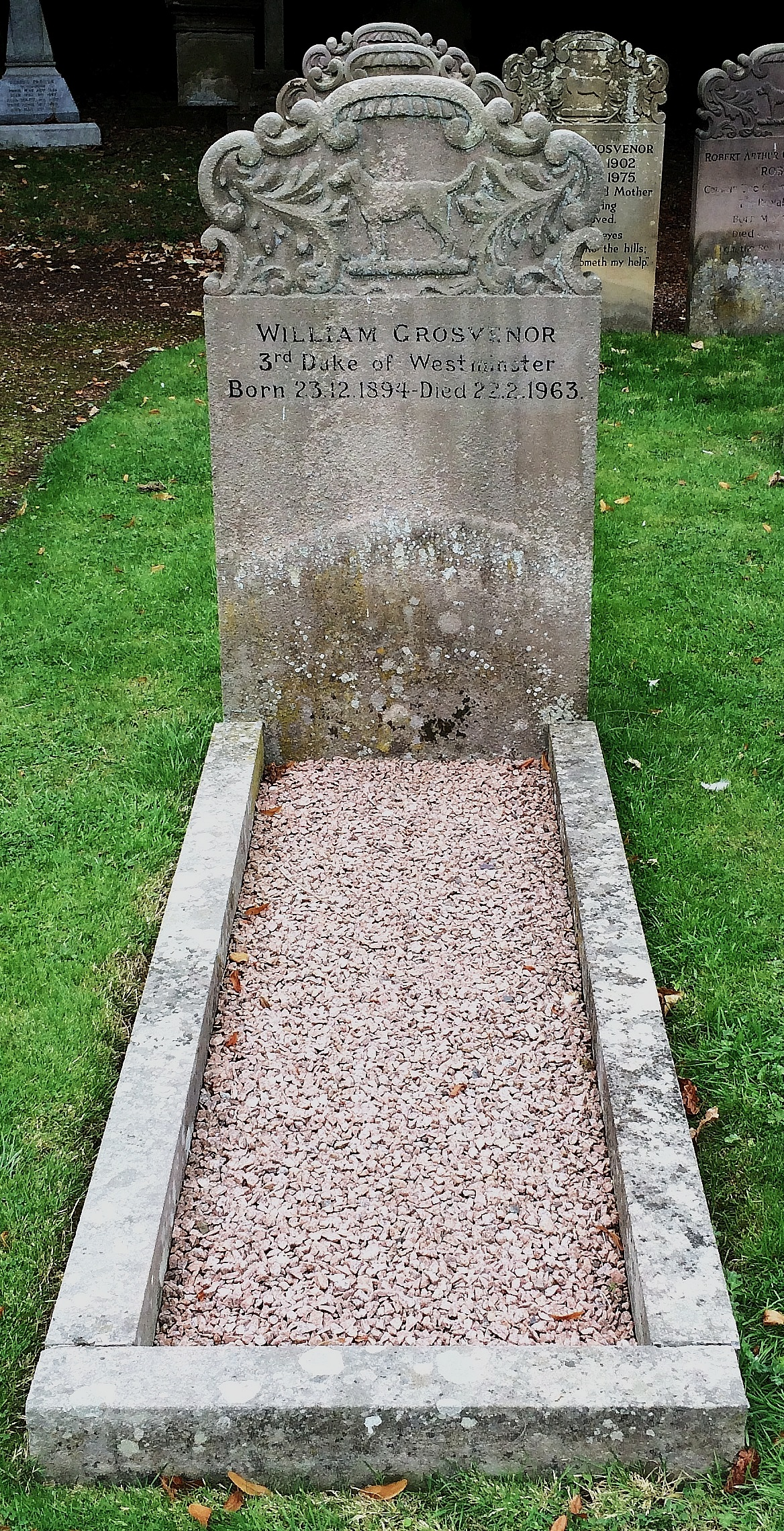
Grab des 3. Duke of Westminster

William Grosvenor, 3. Duke of Westminster (* 23. Dezember 1894; † 22. Februar 1963) war ein britischer Adliger.
Er war der Sohn von Lord Henry George Grosvenor (1861–1914) und Enkel von Hugh Grosvenor, 1. Duke of Westminster. Seine Mutter Dora Mina Erskine-Wemyss (1856–1894) war Urenkelin von König William IV.
Bei seiner Geburt erlitt er eine geistige Behinderung. Seine Mutter starb zwei Tage nach seiner Geburt. Nach dem Tod seines Vaters lebte er mit seiner Stiefmutter, Rosamund Angharad Lloyd (1860–1941), in einem kleinen Haus in Südengland. Nach deren Tod lebte er mit einer Pflegerin in Bath, Somerset.
1953 erbte er von seinem verstorbenen Cousin Hugh Grosvenor, 2. Duke of Westminster dessen Adelstitel und den umfangreichen Immobilienbesitz der Familie. Mit dem Titel war auch ein Sitz im House of Lords verbunden, aufgrund seiner geistigen Behinderung trat er aber dort nicht auf.
Der Duke starb 1963 im Alter von 68 Jahren unverheiratet und kinderlos. Seine Titel erbte sein Cousin Gerald Grosvenor, 4. Duke of Westminster, der erstgeborene Sohn seines Halbonkels.